# 탐가
탐가(고대 튀르크어: 𐱃𐰢𐰍𐰀, 몽골어: ᠲᠠᠮᠠᠭ᠎ᠠ tamaɣ'a)는 유라시아 유목민과 그들의 영향을 받은 문화권에서 사용된 인장으로, 특정 부족, 씨족, 혈족을 나타내는 상징이었다. 고대부터 중세까지 유라시아 유목민들 사이에서 널리 사용되었다. 동유럽과 중앙아시아의 폰토스-카스피 스텝에 인접한 정주민들도 탐가와 유사한 상징을 사용했다.

## 언어
투르크어로 "탐가"라는 단어는 인쇄를 포함해 몇 가지 의미를 가지고 있다. 킵차크 칸국 통치기에 이 용어는 중앙아시아, 동유럽, 중동, 코카서스, 남캅카스에 있는 국가들에서 널리 사용되고 있었다. 관세를 나타내는 단어 역시 "탐가"라는 단어에서 파생되었다.
몽골어에서도 "탐가"라는 단어는 인쇄 등을 의미한다. 킵차크 칸국 통치기에 이 용어는 한자로 인쇄된 문서, 돈, 세금이라는 새로운 의미를 갖게 되었다. 오늘날에는 스티커, 표지판, 스탬프를 나타내는 말로 인식된다. "중국어나 티베트어에는 그러한 뿌리가 없기 때문에" 몽골어 어휘로 보는 시각도 존재하며, 투르크어의 "탐가"라는 단어 역시 몽골어에서 차용된 것이라고 보는 학자들도 존재한다.
퉁구스 만주어에서는 탐가의 어원이 퉁구스 만주어와 직접적인 관련이 있는 몇 가지 유사한 어휘로부터 유추될 수 있다고 본다.

## 역사

### 몽골 제국
몽골 제국에서는 세금이 부과된 물품에 붙이는 도장을 의미했으며, 더 나아가 상업에 부과된 세금을 의미하기도 했다.
몽골에서 사용된 탐가만 100개가 넘게 알려져 있다. 이들 중 중세 몽골과 튀르크 통치자들이 사용한 것들이 주로 알려져있는데, 이는 이들이 발행한 동전과 인장에 사용되었기 때문이다. 탐가는 13세기와 14세기 동안 칭기즈칸의 후손들이 중앙아시아의 여러 칸국, 특히 차가타이 칸국에서 발행한 이슬람 동전들을 통해 가장 잘 알려져있다. 화폐 연구가들뿐 아니라 중앙아시아의 역사학자들이 주로 이를 연구한다. 그러나 때때로 약간씩 변형된 탐가들이 발견되고 있어 연구의 난점으로 손꼽힌다. 니아마 박사는 동전에 사용되는 거의 100개의 탐가를 식별하였지만 그 중 약 절반만을 특정 칸에게 할당할 수 있었는데, 그 중 일부는 변형된 형태이거나 같은 표시 형태를 가지고 있었다고 보고했다.

### 튀르크족

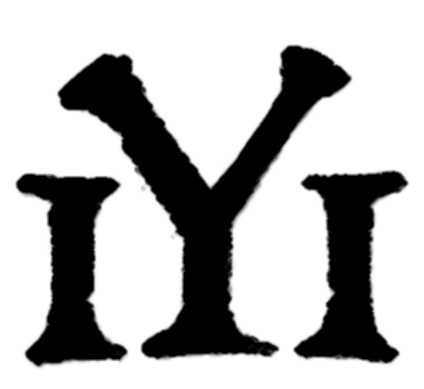
불가르인 둘루 족속의 탐가

크림 타타르인의 상징이기도 한 타라크족의 탐가

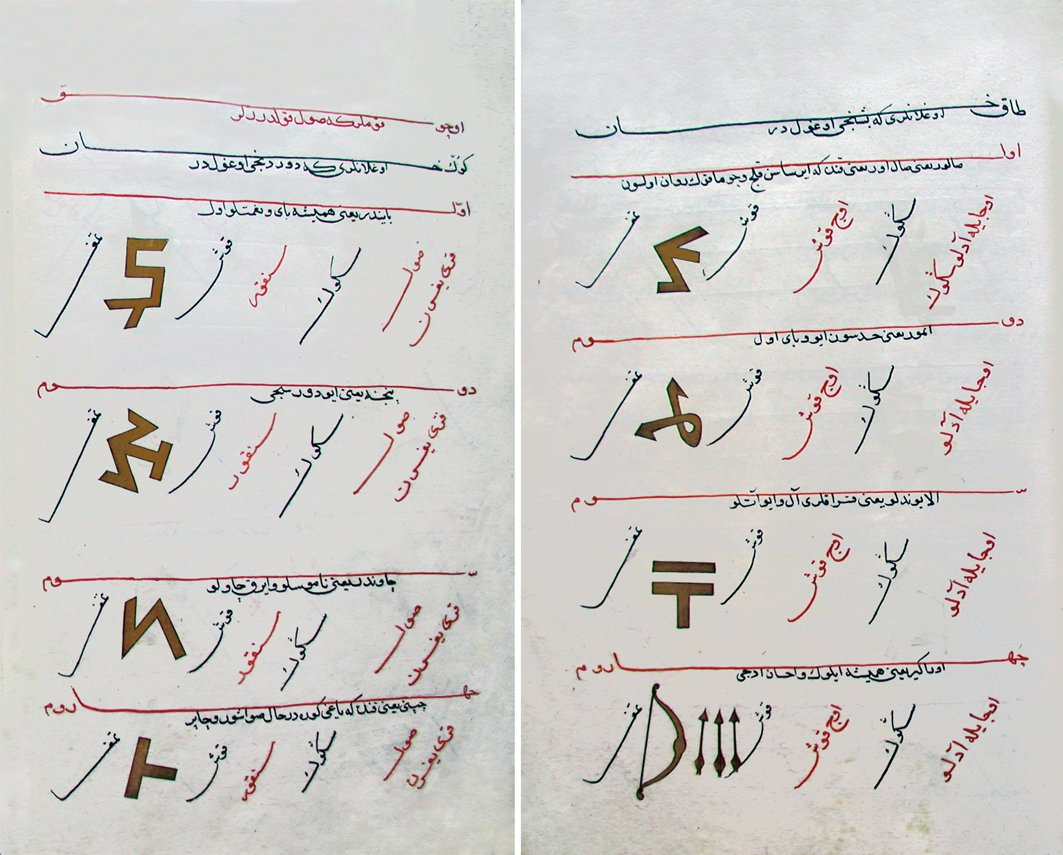
오구즈 튀르크의 탐가.

동부 아나톨리아와 이란에서 유목을 계속 한 튀르크인들은 그들의 씨족을 나타내기 위해 탐가를 계속 사용했고, 이는 그들의 민족적 정체성이 강하다는 인상을 심어주는데 기여했다. 아크 코윤루와 카라 코윤루는 유라시아의 다른 왕조들처럼 국기에 탐가를 달고 동전에도 탐가를 박아넣었다.
고향 투르키스탄을 떠난 적이 없는 튀르크인들에게 탐가는 현재까지도 그들의 상징물이자 씨족 식별자로 계속 남아있다. 특히 현대 투르크 민족들 사이에서 특정 투르크 씨족에 속하는 재산이나 소를 식별하기 위한 문양으로도 사용된다.
튀르크 부족들 중 점차 정주민의 삶을 영위하는 족속들이 나타났는데, 탐가는 목가적인 삶의 방식이 잊혀지면 사용되지 않게 되었다. 이는 만지케르트 전투 이후 아나톨리아 서부와 동부를 점령한 튀르크 부족들에게서 가장 뚜렷하게 나타난다. 서부 아나톨리아를 점령한 튀르크인들은 룸 술탄국을 세우고 로마식 귀족이 되었다. 룸 술탄국이 여러 국가로 분열된 후 그들 대부분은 당시 무슬림이었던의 상징이었던 솔로몬의 인장을 상징물로 채택했다. 그들 중 나중에 오스만 제국이 된 오스만 가지(ghazi)만이 탐가를 유지했는데, 점차 간결해지고 양식화되어 결국 초승달 문양이 되었다.
오구즈 튀르크의 21개 탐가가 마흐무드 알카슈가리의 기록에 남아 현대까지 전해진다.

## 같이 보기
- 가몬
- 투그라